# Tradescantia leiandra
Tradescantia leiandra là một loài thực vật có hoa trong họ Commelinaceae. Loài này được Torr. miêu tả khoa học đầu tiên năm 1858.